# Jurij Moravec
Jurij Moravec (22. ledna 1923 Praha – 2. července 1964 Gigondas, jihovýchodní Francie), v Německu žijící pod jménem Georg Alexander Morawetz, byl německý impresionistický malíř českého původu, působící také pod uměleckým jménem Georges Morawetz. Jako jediný ze tří synů protektorátního ministra Emanuela Moravce odmítl činnost svého otce podporovat.

## Život

### Dětství
Rodinné vztahy byly neuspořádané a Jurij, doma též zvaný Jura, byl obtížně zvladatelným dítětem. Matka proto souhlasila s návrhem, že se Jura naučí disciplíně ve skautském oddíle. Na nějakou dobu se stal členem Druhého skautského oddílu, vedeného spisovatelem Jaroslavem Foglarem. Dostal oddílovou přezdívku Barděj. Účastnil se oddílových výletů i schůzek. Jaroslav Foglar do oddílové kroniky pravidelně zapisoval kariérní vývoj jeho otce. Nakonec však byl Jura z oddílu vyloučen pro neukázněné chování ve škole.
Ačkoli Jurijovy školní výsledky jasně ukazovaly, že o náročnější učivo nemá zájem, otec mu dlouhou dobu odmítal povolit studium malířství. Nakonec postupně svolil, snad i proto, aby si svého mladšího a věčně revoltujícího syna trochu naklonil. Jurij začal studovat na umělecké akademii v Praze u profesorů Jindřicha Hönicha, Maxe Švabinského a Josefa Vietzeho.

### Okupace, válka a retribuce
Na rozdíl od staršího Igora i mladšího bratra Pavla byl Jurij k otcově kolaborantské činnosti velice kritický. Během okupace dával nepokrytě najevo, co si o otcově kariéře a celé myšlence „árijské Evropy“ myslí. Otcovy naděje přivést i Juru na cestu kolaborace se ukázaly jako plané. Německé občanství bylo Jurovi vysloveně vnuceno.
V říjnu 1942 obdržel Jurij povolávací rozkaz do německé armády. Odjel na východní frontu, kde se opět projevoval jako vzpurný voják. Za pokus o dezerci a přeběhnutí k nepříteli mu hrozil válečný soud, před kterým ho zachránila až otcova intervence. Byl vrácen na frontu, tentokrát však na západní. Při dalším incidentu, kdy se během služby opil, už ho však soud neminul a odsoudil ho na šest měsíců vězení. Brzy poté přeběhl na stranu spojenců. Krátce sloužil v polské zahraniční armádě.
V červnu 1945 se ocitl v pražském zajateckém táboře. Byl zatčen a postaven před Mimořádný lidový soud. Ten přihlédl k některým polehčujícím okolnostem, nicméně ho odsoudil k sedmi letům vězení, které si měl odpykat ve vězeňských pracovních oddílech. Zpočátku těžil uhlí v Severočeských uhelných dolech u Duchcova, později těžil uran v hornoslavkovském táboře XII, který byl součástí komplexu jáchymovských trestaneckých táborů.
Ačkoli byl Jurij Moravec, stejně jako jiní retribuční vězňové, součástí táborové samosprávy, nejsou k němu známy žádné zprávy, že by zde československým politickým vězňům život jakkoli ztěžoval.

### Propuštění a poválečná malířská kariéra
Po uplynutí trestu byl nejprve odeslán do sběrného střediska k odsunu. Není jasné, co přesně nakonec jeho odsun oddálilo. Nakonec v Československu zůstal až do roku 1956, kdy sám požádal o vystěhování a bylo mu spolu s manželkou dovoleno vycestovat do SRN. Pod jménem Georg Alexander Morawetz se usadil v bádensko-württemberském Ludwigsburgu na jihozápadě Německa. Od roku 1959 však žil v malé jihofrancouzské vesnici Gigondas nedaleko města Carpentras.
Postupně se začal vyrovnávat s válečnými zážitky a zahájil úspěšnou uměleckou dráhu. Začal pořádat výstavy. Ve francouzském Salonu d'Art Moderne obdržel Prix de Paris. Dostal prestižní nabídku k vyučování na Letní akademii v Salcburku. Dobře nastartovanou kariéru však zhatila náhlá smrt.